# Klaus Trützschler
Klaus Rüdiger Trützschler (* 11. Dezember 1948 in Recklinghausen) ist ein deutscher Manager.

## Leben
Trützschler studierte Mathematik und promovierte 1984 an der TU München. Er ist Honorarprofessor an der Universität Münster.

## Ämter
Trützschler war von 1997 bis 2000 Vorstand der RAG Aktiengesellschaft. Von 2000 bis 2012 war er Mitglied des Vorstands der Franz Haniel & Cie.
Weiterhin ist er Vorsitzender im Aufsichtsrat der TAKKT AG, Mitglied im Aufsichtsrat der Celesio AG und der Bilfinger SE.